# Середній Майдан (гміна)
Ґміна Майдан Сьредні — адміністративна субодиниця Надвірнянського повіту Станіславського воєводства. Утворена 1 серпня 1934 року згідно з розпорядженням Міністерства внутрішніх справ РП від 21 липня 1934 за підписом міністра Мар'яна Зиндрама-Косьцялковського під час адміністративної реформи. Село Середній Майдан стало центром сільської ґміни Майдан Сьредні. Ґміна утворена з попередніх самоврядних сільських гмін Гаврилувка, Майдан Ґурни, Майдан Сьредні, Парище, Велєсніца.
У 1934 р. територія ґміни становила 145,81 км². Населення ґміни станом на 1931 рік становило 10 837 осіб. Налічувалось 2 312 житлових будинків.
Ґміна ліквідована в 1940 р. у зв’язку з утворенням району.